# Kapucijnen

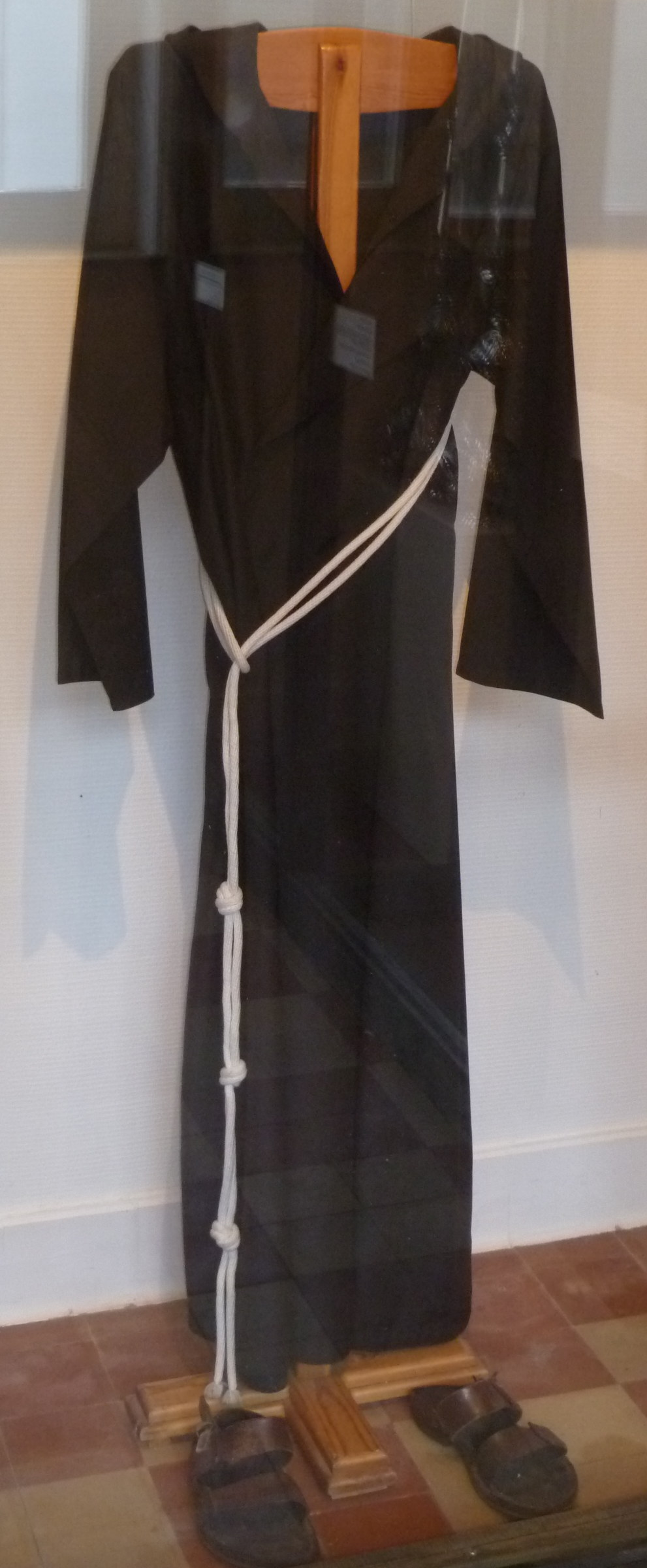
Kledij van een kapucijn: mantel, sandalen, habijt en koord

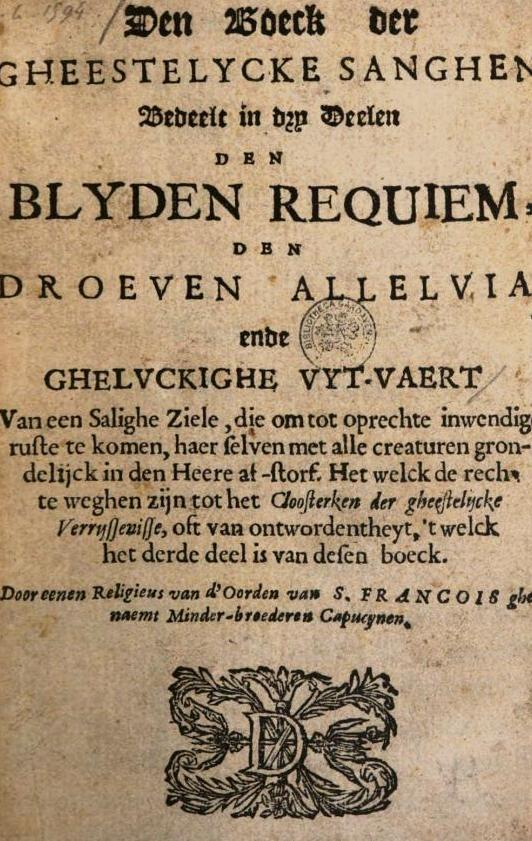
Den boeck der gheestelycke sanghen bedeelt in dry deelen Den blyden requiem, den droeven allelvia, ende ghelvckighe vyt-vaert te Ghendt, uitgever F. d'Erckel, inden Phoenix, 1674

De kapucijnen of minderbroeders kapucijnen (Ordo Fratrum Minorum Capucinorum in het Latijn, O.F.M. Cap. afgekort) is een kloosterorde in de Rooms-Katholieke Kerk. Samen met de franciscanen en de conventuelen vormen ze de drie 'Eerste Ordes' van de minderbroeders (franciscanen). 

## Geschiedenis
De orde ontstond in 1525 op aansturen van Matteo da Bascio en kwam voort uit de hervormingsbeweging van de observanten die wilden terugkeren naar de oorspronkelijke eenvoud van de minderbroeders. De regel die  Franciscus van Assisi in 1209 had ingesteld wilden ze in ere herstellen. In 1528 verkreeg de orde de stichtingsoorkonde van paus Clemens VII (1523–1534). Ze mochten weer de strenge regel van Franciscus volgen, de baard dragen en de spitse kap, de "cappuccio", waaraan hun naam is ontleend.
In 1574 gaf paus Gregorius XIII de orde officieel toestemming om zich ook buiten Italië te vestigen. Hij beschouwde de kapucijnen als bij uitstek geschikt om door hun woord en voorbeeld (verbo et exemplo) het protestantisme te bestrijden. Vanuit hun vestiging in Frankrijk, waar in 1580 al twee provincies konden worden opgericht, kwamen in 1585 de eerste kapucijnen naar de Nederlanden.
Anno 2023 telden de kapucijnen wereldwijd meer dan 10.000 leden. Er is vooral groei in Azië en Afrika terwijl de orde in West-Europa krimpt.

## In de Lage Landen
In Vlaanderen zijn er kapucijnenhuizen in Antwerpen, Herentals en Meersel-Dreef. Zij hadden missies in Canada, Congo en Pakistan. Begin 2018 telden de Vlaamse kapucijnen 42 leden.
In Nederland zijn er kapucijnen sinds ongeveer 1630. Volksprediking en catechismus onderricht waren hun voornaamste taak. Vanaf het begin werkten ze ook in de derde wereld. Het Emmausklooster te Velp (1645) tussen Grave en Ravenstein is het enige kapucijnenklooster dat ononderbroken in Nederland kon blijven voortbestaan. Daarnaast huizen er vandaag ook kapucijnen in 's-Hertogenbosch (provincialaat), Tilburg. Ze waren ook aanwezig in Glanerbrug bij Enschede, Oosterhout (Sint-Oelbertgymnasium), Nijmegen en Langeweg.
Door het teruglopend aantal kapucijnen verloor de Vlaamse kapucijnenprovincie haar zelfstandigheid in 2023. Samen met de Nederlandse kapucijnen werden ze onderdeel van de Duitse kapucijnenprovincie.

## Bekende kapucijnen
- Marcus d'Aviano
- Broeder Cesare Bonizzi
- Rainiero Cantalamessa
- Valeer Claes
- P. Constantinus
- Hugo Gerard
- Père Joseph
- Seán Patrick O'Malley (kardinaal)
- Giuseppe Maria Maragioglio
- Pater Pio
- Franciscus Titelmans
- Johannes Evangelista van 's Hertogenbosch
- Marcus van Aviano
- Laurentius van Brindisi
- Felix van Cantalice
- Lucas van Mechelen
- Paulus van Parijs
- Koenraad van Parzham
- Karel Verleye
- Max Wildiers
- Zacharias Anthonisse